# Kandagawa inran sensō
Kandagawa inran sensō (神田川淫乱戦争? lett. "guerra lasciva del Kanda"), conosciuto anche coi titoli internazionali di Kandagawa Wars e Kandagawa Pervert Wars, è un film del 1983 scritto e diretto da Kiyoshi Kurosawa, qui al suo esordio alla regia di un lungometraggio.

## Trama
Quando non è a letto col suo ragazzo Ryō, la bella Akiko ammazza il tempo spiando dalla finestra di casa l'appartamento di fronte assieme all'amica Masami, scoprendo un giorno che vi si consuma abitualmente la relazione incestuosa tra una madre e suo figlio. Le ragazze decidono di introdursi in casa del giovane studente, guadando il fiume Kanda che divide le due fila di edifici, e di portarlo via con loro per "rieducarlo" di persona ad una sessualità più sana.

## Produzione
Nel 1983, il ventottenne Kiyoshi Kurosawa aveva all'attivo qualche cortometraggio in 8mm, diretto quando era studente all'Università Rikkyō, ed era entrato a far parte della Director's Company, un collettivo di registi indipendenti emergenti, in qualità di assistente di Kazuhiko Hasegawa e Shinji Sōmai. A differenza di altri colleghi della Company, che per dirigere il loro primo lungometraggio erano andati a lavorare per l'Art Theatre Guild, Kurosawa si fece assumere dalla Million Film e accettò di dirigere un pinku eiga (film spesso economici di genere softcore), perché questo gli avrebbe permesso di esordire subito, e godendo di una libertà creativa pressoché totale, invece che dopo due o tre anni di preparazione come in uno studio più rispettabile. Hasegawa e Sōmai furono inizialmente contrari a questa sua scelta, preoccupandosi che Kurosawa stesse minando le sue prospettive di carriera futura, finché un altro regista della Company, Banmei Takahashi, anch'egli fattosi le ossa nel genere pinku, non intercesse a sua difesa. Kurosawa cominciò a girare meno di un mese dopo la firma del contratto, avendo carta bianca ad eccezione delle ovvie costrizioni dovute al realizzare un film erotico e all'esiguo budget a disposizione. Vi lavorarono in vari campi anche altri futuri grandi nomi del cinema giapponese degli anni '90, come Toshiyuki Mizutani (aiuto regista), Masayuki Suo (assistente alla regia e attore in un ruolo minore), Akihiko Shiota (2º assistente alla regia) e Tatsuya Mori (attore nel ruolo di Ryō).

## Stile
Kurosawa usa la tipica cornice del pinku eiga come pretesto per indugiare nella sovversione di norme cinematografiche e comportamentali, e nel citazionismo verso i suoi registi preferiti, specialmente il Godard della Nouvelle Vague: Oltre a citarlo ambientando diverse conversazioni di fronte a un muro tappezzato dei titoli dei suoi film, Kurosawa lo omaggia declamando fuori campo i titoli di coda del film come accadeva coi titoli di testa de Il disprezzo (1963). Altro elemento godardiano è la presenza di un'intromissione musicale: la canzone che cantano madre e figlio è Kawa wa yon de iru (河は呼んでいる?), cover giapponese de L'Eau vive di Guy Béart.
Tra le altre citazioni, le due protagonista danno a varie fasi della loro missione i nomi di: Red River, come il western del 1948 di Howard Hawks, e Kissu de korose! (キッスで殺せ!?), come il titolo giapponese del noir di Robert Aldrich Un bacio e una pistola (1955).